# Quasi primo

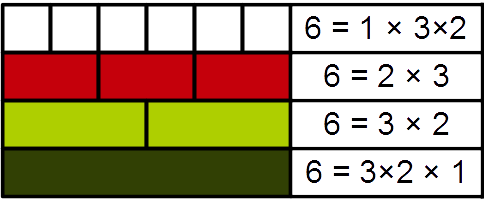
Dimostrazione, con Regoli Cuisenaire, della natura 2-quasi prima del numero 6

In teoria dei numeri, un intero positivo n viene chiamato k-quasi primo se e solo se {\displaystyle \Omega (n)=k}, dove {\displaystyle \Omega (n)} denota la somma degli esponenti nella decomposizione in fattori primi di {\displaystyle n}.
Quindi un intero positivo è primo se e solo se esso è 1-quasi primo, e semiprimo se e solo se esso è 2-quasi primo. L'intero 1 si può considerare l'unico 0-quasi primo.
L'insieme dei numeri {\displaystyle k}-quasi primi di solito è denotato da {\displaystyle P_{k}}.
La successione di insiemi di interi positivi
{\displaystyle (P_{0},P_{1},P_{2},\ldots )}
costituisce una partizione dell'insieme degli interi positivi. Essa è la partizione associata canonicamente alla funzione {\displaystyle \Omega (n)} sopra definita, endofunzione suriettiva non iniettiva entro l'insieme degli interi positivi. Nel reticolo della divisibilità i successivi {\displaystyle P_{k}} corrispondono ai nodi del reticolo dei successivi ranghi.
Le prime 20 successioni di {\displaystyle k}-quasi primi sono:
| k  | numeri k-quasi primi              | OEIS sequenza |
| -- | --------------------------------- | ------------- |
| 1  | 2, 3, 5, 7, 11, 13, 17, 19, ...   | A000040       |
| 2  | 4, 6, 9, 10, 14, 15, 21, 22, ...  | A001358       |
| 3  | 8, 12, 18, 20, 27, 28, 30, ...    | A014612       |
| 4  | 16, 24, 36, 40, 54, 56, 60, ...   | A014613       |
| 5  | 32, 48, 72, 80, 108, 112, ...     | A014614       |
| 6  | 64, 96, 144, 160, 216, 224, ...   | A046306       |
| 7  | 128, 192, 288, 320, 432, 448, ... | A046308       |
| 8  | 256, 384, 576, 640, 864, 896, ... | A046310       |
| 9  | 512, 768, 1152, 1280, 1728, ...   | A046312       |
| 10 | 1024, 1536, 2304, 2560, ...       | A046314       |
| 11 | 2048, 3072, 4608, 5120, ...       | A069272       |
| 12 | 4096, 6144, 9216, 10240, ...      | A069273       |
| 13 | 8192, 12288, 18432, 20480, ...    | A069274       |
| 14 | 16384, 24576, 36864, 40960, ...   | A069275       |
| 15 | 32768, 49152, 73728, 81920, ...   | A069276       |
| 16 | 65536, 98304, 147456, ...         | A069277       |
| 17 | 131072, 196608, 294912, ...       | A069278       |
| 18 | 262144, 393216, 589824, ...       | A069279       |
| 19 | 524288, 786432, 1179648, ...      | A069280       |
| 20 | 1048576, 1572864, 2359296, ...    | A069281       |